# Hayko

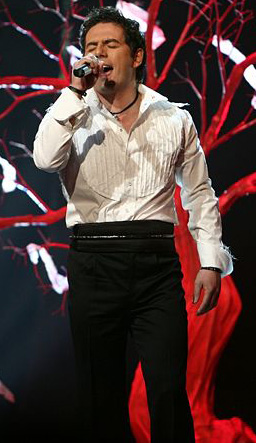
Hayko tijdens het Eurovisiesongfestival 2007

Hayko (Armeens: Հայկո, Hajko), pseudoniem van Hajk Hakobjan (Armeens: Հայկ Հակոբյան), (Jerevan, 25 augustus 1973 – aldaar, 29 september 2021) was een Armeens zanger die in Europa bekend was voornamelijk door het Eurovisiesongfestival van 2007.

## Algemeen
Hayko was een van de populairste zangers van Armenië. Hij werd in 2003 en in 2006 in Armenië verkozen tot beste zanger van het jaar. Dit is ook de reden dat Hayko kon doordringen tot nationale de voorronde voor het Eurovisiesongfestival.
Hayko studeerde aan het Yerevan State Conservatorium. Hier legde hij de grondslag voor zijn internationale muziekcarrière. In 1999 nam Hayko zijn eerste officiële cd op die later een internationaal succes bleek, de cd heette: Romances. Op de cd waren ook een aantal folkloristische Armeense liedjes te horen.
In 2003 gaf Hayko zijn eerste grote concert buiten Armenië, namelijk in de Verenigde Staten, in het beroemde Alex Theatre. Later dat jaar verscheen nog een dvd en een nieuwe cd. Op 29 september 2021 overleed hij aan de gevolgen van COVID-19.

## Prijzen
- 1997: Eerste prijs op het Big Apple Festival, in New York.
- 1998: Beste auteur-artiest op het Ayo (een auteurswedstrijd).
- 1999: Genomineerd als Beste zanger van Armenië, hij won de prijs toen niet.
- 2002: Genomineerd als Geste zanger, project, album op de National Music Competition in Armenië.
- 2003: Beste dvd van het jaar.

## Eurovisiesongfestival
Armenië nam in 2007 voor de tweede keer deel aan het Eurovisiesongfestival en Hayko vertegenwoordigt het land met het lied Anytime you need. Het lied werd geschreven door Hayko zelf en Karen Kavaleryan. Omdat André in 2006 de finale van het songfestival bereikte hoefde Hayko zich in 2007 niet meer te kwalificeren in de halve finale, maar kon hij direct in de finale aantreden. Armenië was het 23e (één-na-laatste) land dat heeft gezongen in de finale. Hayko behaalde uiteindelijk de achtste plaats met 138 punten.